# Pentium D
Pentium D（ペンティアムディー）は、インテルが2005年5月27日に発表した、x86アーキテクチャのマイクロプロセッサである。

## 概要
1つのプロセッサのパッケージに2つのCPUダイを実装する、いわゆるデュアルダイにより実現したデュアルコアのCPUである。
Pentium 4のCPUコアが流用されているが、Pentium Extreme Editionとの差別化を図るため「ハイパースレッディング・テクノロジー (HT)」は無効化されている。消費電力と発熱の点でNetBurstマイクロアーキテクチャで1つのCPUコアでの性能向上が難しくなったことから、2つのCPUダイをワンパッケージに収めることにより熱問題を回避し、同時期に発売されたAMDのデュアルコア・プロセッサ製品へ対抗するという商品化意図がある。
2006年の夏には消費電力と発熱の問題を解消し、さらに性能も十分に高いIntel Core 2が発売され、メインストリームとしての役目を終えたが、生産は継続された。しかし2007年12月7日をもって需要減のため受注が終了、その後は製造されていない。市場からは後継となったCore 2 Duoなどの、デュアルコア化の先鞭を付けたCPUと位置付けられた。
なお、Intel Core、Intel Core 2の登場により、Pentium DはPentiumシリーズの最後のモデルとなると言われてきたが、Coreマイクロアークテクチャを採用した、Core 2 Duoシリーズの廉価版であるデュアルコアの「Pentium Dual-Core」（旧Pentium E、現Pentium）が2007年第2四半期に登場することにより、Pentiumブランドの延命がなされた。Celeron Dual-CoreとCore 2 Duoの間を埋める製品である。
対応するインテル　チップセットは、
- Intel 955X
- Intel 945シリーズ
- Intel 975X

である。

### 性能について
Pentium 4と同じくNetBurstマイクロアーキテクチャからトランジスタが大幅に増えたPrescott系とリーク電流の大きい90nmのプロセスルールを採用しているため、発熱と消費電力がかなり大きい。そのため当初の800シリーズではシングルコア製品であるPentium 4と比較して、最上位品でも600MHzも低いクロックでの新製品発表となった。
しかしそれでもWillametteからトランジスタが増えたPrescott系のダイ2つを1つのCPUパッケージに収めることはかなり無理があり、発熱はコンシューマ向けではほぼ限界にまで達してしまった。特に830及び840においてはリテールクーラーを使用した場合、熱保護機能であるTM2が度々動作し、820と同等のクロックに落とされる事態が発生した。TM2は消費電力低下を主眼にしたEISTと異なり、熱からCPUを保護し、破損を防ぐ為の緊急クロックダウン機能であり、Smithfieldの発熱量の大きさが分かる事例といえる。
65nmプロセスで製造される900シリーズでは消費電力の低減が期待されたが、当初リリースされたリビジョンではC1EとEISTという二つの省電力機能がエラッタにより使用できず、あまり大きな差は出ていない。それでも上位モデルではTDPが引き下げられ、800シリーズでは実現できなかった3.4GHz動作の製品がリリースされている。これらのエラッタを修正した後期のリビジョンで消費電力は大きく低減したものの、マーケティング的な理由もあり、クロックは3.6GHz（Pentium XEでは3.73GHz）がもっとも高い製品となっている。
製造原価としては大きな差があるPentium 4とほとんど変わらない価格設定がされている。これは、製造量が確保できずデュアルコア製品を明確にシングルコア製品の上に位置づけていたAMDとは対照的な戦略で、発熱やCPUファンの騒音、消費電力を許容できるならばコストパフォーマンスという意味では優れたものとなっている。
販売の低迷と、性能に自信を持つ後継となるCore 2 Duoの発売を間近に控えていた為、思い切った価格設定が可能であったとも言える。

## デスクトップ向けラインナップ

### NetBurst世代
Smithfield
2005年5月に発表された第一世代のPentium D。ベースとなるコアは90nmプロセスで製造される「Nocona」で、2個の隣接したコアを1個のダイとしてシリコンウェハから切り出してパッケージに収めた製品。従来のNetBurst系までのIntelのCPUバスは2個のCPUで共有する形態であるため、2個のCPUコアを1つのパッケージに収めるだけでデュアルコアCPUとして成立させることができる。このことは、デュアルコアCPUの完成・発売を急いでいたIntelにとって不幸中の幸いだったと言える。
EIST (Enhanced Intel SpeedStep Technology) は830と840で使用可能、軽負荷時には2.8GHzへクロックダウンされる。820は2.8GHz固定。
- 対応ソケット: LGA775

| 型番 | CPU                   | CPU            | CPU               | TDP (W) | FSB (MHz) |
| 型番 | コア数 （スレッド数） | クロック (GHz) | L2キャッシュ (MB) | TDP (W) | FSB (MHz) |
| ---- | --------------------- | -------------- | ----------------- | ------- | --------- |
| 840  | 2 (2)                 | 3.2            | 2                 | 130     | 800       |
| 830  | 2 (2)                 | 3.0            | 2                 | 130     | 800       |
| 820  | 2 (2)                 | 2.8            | 2                 | 95      | 800       |
| 805  | 2 (2)                 | 2.66           | 2                 | 95      | 533       |

Presler
2006年1月に発表された第二世代のPentium D。65nm版Pentium 4「CedarMill」をMCMで実装したものである。L2キャッシュはSmithfieldと比較して、コアあたり2MBで合計4MBに拡張されている。
当初投入されたB1ステッピングのコアではエラッタによりEISTやC1Eといった省電力機能が使用できないものがあったが、後に投入されたC1ステッピングのコアではこれらの省電力機能が有効化され、950や940などの比較的高クロックな製品でもTDPが130Wから95Wへと大きく引き下げられている。また最終のD0ステッピングでは960のTDPも95Wへと減少している。
内部構造は、1ダイ2コアのSmithfieldと異なりパッケージには2ダイ2コアを実装している。これは製造プロセスの微細化によってパッケージ側に配線スペースが十分確保できず、1ダイ化が困難になってしまった為だと推測されている。プロセッサナンバーは900番台。VTと呼ばれる仮想化機能を搭載しない、廉価版が後に投入されている。
- 対応ソケット: LGA775

| 型番 | CPU                   | CPU            | CPU               | TDP (W) | FSB (MHz) |
| 型番 | コア数 （スレッド数） | クロック (GHz) | L2キャッシュ (MB) | TDP (W) | FSB (MHz) |
| ---- | --------------------- | -------------- | ----------------- | ------- | --------- |
| 960  | 2 (2)                 | 3.6            | 4                 | 130     | 800       |
| 950  | 2 (2)                 | 3.4            | 4                 | 130     | 800       |
| 945  | 2 (2)                 | 3.4            | 4                 | 95      | 800       |
| 940  | 2 (2)                 | 3.2            | 4                 | 130     | 800       |
| 935  | 2 (2)                 | 3.2            | 4                 | 95      | 800       |
| 930  | 2 (2)                 | 3.0            | 4                 | 95      | 800       |
| 925  | 2 (2)                 | 3.0            | 4                 | 95      | 800       |
| 920  | 2 (2)                 | 2.8            | 4                 | 95      | 800       |
| 915  | 2 (2)                 | 2.8            | 4                 | 95      | 800       |